# کرکراده
کرکراد (به هلندی: Kerkrade) یک شهرک در هلند است که در لیمبورخ (هلند) واقع شده‌است.این شهر تا ژانویه ۲۰۲۱ تعداد ۴۵٫۴۴۲ نفر جمعیت داشته‌است و طبق جمعیت ۴۴ هزار نفری سال ۲۰۱۴ میلادی شهری با نرخ رشد جمعیت بسیار کم به حساب می‌آید.

## خصوصیات
کرکراد در سال ۲۰۱۴ میلادی ۴۶٬۶۲۷ نفر جمعیت داشته و ۲۲٫۱۳ کیلومتر مربع مساحت دارد و همچنین ۱۵۵ متر بالاتر از سطح دریا واقع شده‌است.

## خواهرخوانده
شهر هرزوگنراس خواهرخواندهٔ کرکراد هست.